# Aciotis olivieriana
Aciotis olivieriana é uma espécie de planta nativa da Colômbia, Venezuela, Brasil, Equador e Peru. Ela ocorre em habitats perturbados, como margens de rios e bordas de florestas, a uma elevação inferior a 1350 m.
Aciotis olivieriana é uma erva ereta ou rastejante, que pode atingir até 40 cm de altura, às vezes se reproduzindo por meio de estolhos que correm pela superfície do solo. As folhas têm pecíolos estreitamente alados de até 4 cm de comprimento; as lâminas são em forma de coração, com até 5 cm de comprimento, verde escuro na parte superior, mais claro abaixo devido aos pelos. A inflorescência é uma cima composta com muitas pequenas flores roxas, desprovidas das glândulas que estão presentes nas pétalas de algumas espécies relacionadas.